# Temporada 1986-87 de los Portland Trail Blazers
La temporada 1986-87 fue la deciomoséptima de los Portland Trail Blazers en la NBA. La temporada regular acabó con 49 victorias y 33 derrotas, ocupando el tercer puesto de la conferencia Oeste, clasificándose para los playoffs, en los que cayeron en primera ronda ante los Houston Rockets.

## Elecciones en elDraft
| Ronda | Puesto | Jugador             | Posición | Nacionalidad    | Universidad                |
| ----- | ------ | ------------------- | -------- | --------------- | -------------------------- |
| 1     | 14     | Walter Berry        | F        | Estados Unidos  | St. John's                 |
| 1     | 24     | Arvydas Sabonis     | Pívot    | Unión Soviética | Zalgiris (Lituania)        |
| 2     | 37     | Panagiotis Fasoulas | Pívot    | Grecia          | North Carolina State       |
| 3     | 60     | Dražen Petrović     | Escolta  | Yugoslavia      | Cibona Zagreb (Yugoslavia) |

## Temporada regular
| División Pacífico        | División Pacífico | División Pacífico | División Pacífico | División Pacífico | División Pacífico | División Pacífico | División Pacífico | División Pacífico |
| Equipo                   | G                 | P                 | %                 | PD                | Casa              | Fuera             | Div               |                   |
| ------------------------ | ----------------- | ----------------- | ----------------- | ----------------- | ----------------- | ----------------- | ----------------- | ----------------- |
| y-Los Angeles Lakers     | 65                | 17                | .793              | –                 | 37–4              | 28–13             | 24–6              |                   |
| x-Portland Trail Blazers | 49                | 33                | .598              | 16                | 34–7              | 15–26             | 17–13             |                   |
| x-Golden State Warriors  | 42                | 40                | .512              | 23                | 25–16             | 17–24             | 17–13             |                   |
| x-Seattle SuperSonics    | 39                | 43                | .476              | 26                | 25–16             | 14–27             | 15–15             |                   |
| Phoenix Suns             | 36                | 46                | .439              | 29                | 26–15             | 10–31             | 14–16             |                   |
| Los Angeles Clippers     | 12                | 70                | .146              | 53                | 9–32              | 3–38              | 3–27              |                   |

## Playoffs

### Primera ronda
Portland Trail Blazers vs. Houston Rockets 
| Fecha       | Partido                                         | Ciudad   |
| ----------- | ----------------------------------------------- | -------- |
| 24 de abril | Portland Trail Blazers 115, Houston Rockets 125 | Portland |
| 26 de abril | Portland Trail Blazers 111, Houston Rockets 98  | Portland |
| 28 de abril | Houston Rockets 117, Portland Trail Blazers 108 | Houston  |
| 30 de abril | Houston Rockets 113, Portland Trail Blazers 101 | Houston  |
|             | Houston Rockets gana las series 3-1             |          |

## Estadísticas
| Rk | Jugador         | Edad | P  | PT | MP   | TC   | TCI  | %TC  | T3  | T3I | %T3   | TL  | TLI  | %TL   | RO  | RD  | RT   | AS  | RB  | TAP | BP  | FP  | PTS  |
| -- | --------------- | ---- | -- | -- | ---- | ---- | ---- | ---- | --- | --- | ----- | --- | ---- | ----- | --- | --- | ---- | --- | --- | --- | --- | --- | ---- |
| 1  | Kiki Vandeweghe | 28   | 79 | 79 | 38.3 | 10.2 | 19.6 | .523 | 0.5 | 1.0 | .481  | 9.7 | 18.5 | .886  | 1.1 | 2.1 | 3.2  | 2.8 | 0.7 | 0.2 | 1.8 | 1.7 | 26.9 |
| 2  | Clyde Drexler   | 24   | 82 | 82 | 38.0 | 8.6  | 17.2 | .502 | 0.1 | 0.6 | .234  | 8.5 | 16.6 | .760  | 2.8 | 3.5 | 6.3  | 6.9 | 2.5 | 0.9 | 3.1 | 3.4 | 21.7 |
| 3  | Terry Porter    | 23   | 80 | 80 | 33.9 | 4.7  | 9.6  | .488 | 0.2 | 0.8 | .217  | 4.5 | 8.9  | .838  | 0.9 | 3.3 | 4.2  | 8.9 | 2.0 | 0.1 | 3.2 | 2.4 | 13.1 |
| 4  | Sam Bowie       | 25   | 5  | 5  | 32.6 | 6.0  | 13.2 | .455 | 0.0 | 0.0 |       | 6.0 | 13.2 | .667  | 2.8 | 3.8 | 6.6  | 1.8 | 0.2 | 2.0 | 3.0 | 3.8 | 16.0 |
| 5  | Steve Johnson   | 29   | 79 | 74 | 29.7 | 6.3  | 11.3 | .556 | 0.0 | 0.0 |       | 6.3 | 11.3 | .698  | 2.5 | 4.7 | 7.2  | 2.0 | 0.6 | 1.0 | 3.5 | 4.3 | 16.8 |
| 6  | Kenny Carr      | 31   | 49 | 43 | 29.4 | 4.1  | 8.1  | .504 | 0.0 | 0.0 | .000  | 4.1 | 8.1  | .746  | 2.7 | 7.5 | 10.2 | 1.7 | 0.6 | 0.3 | 2.1 | 3.2 | 10.8 |
| 7  | Jerome Kersey   | 24   | 82 | 8  | 25.5 | 4.5  | 8.9  | .509 | 0.0 | 0.3 | .043  | 4.5 | 8.7  | .720  | 2.5 | 3.6 | 6.0  | 2.4 | 1.5 | 0.9 | 1.8 | 4.0 | 12.3 |
| 8  | Jim Paxson      | 29   | 72 | 1  | 25.0 | 4.7  | 10.2 | .460 | 0.4 | 1.4 | .265  | 4.3 | 8.8  | .806  | 0.6 | 1.4 | 1.9  | 3.3 | 1.1 | 0.2 | 1.5 | 1.9 | 12.1 |
| 9  | Caldwell Jones  | 36   | 78 | 37 | 20.2 | 1.4  | 2.9  | .496 | 0.0 | 0.0 | .000  | 1.4 | 2.8  | .782  | 1.5 | 4.4 | 5.8  | 0.8 | 0.3 | 1.0 | 1.1 | 2.9 | 4.1  |
| 10 | Kevin Duckworth | 22   | 51 | 0  | 14.8 | 2.2  | 4.5  | .491 | 0.0 | 0.0 | .000  | 2.2 | 4.5  | .692  | 1.2 | 2.5 | 3.8  | 0.5 | 0.3 | 0.4 | 1.5 | 3.2 | 6.0  |
| 11 | Perry Young     | 23   | 4  | 0  | 13.0 | 1.0  | 4.3  | .235 | 0.0 | 0.0 |       | 1.0 | 4.3  |       | 0.8 | 1.0 | 1.8  | 1.8 | 1.0 | 0.3 | 0.8 | 2.8 | 2.0  |
| 12 | Michael Holton  | 25   | 58 | 1  | 8.3  | 1.2  | 2.9  | .409 | 0.1 | 0.4 | .304  | 1.1 | 2.6  | .800  | 0.2 | 0.5 | 0.7  | 1.3 | 0.3 | 0.0 | 0.7 | 0.9 | 3.3  |
| 13 | Fernando Martín | 24   | 24 | 0  | 6.1  | 0.4  | 1.3  | .290 | 0.0 | 0.0 | .000  | 0.4 | 1.3  | .364  | 0.3 | 0.8 | 1.2  | 0.4 | 0.3 | 0.0 | 0.8 | 1.0 | 0.9  |
| 14 | Joe Binion      | 25   | 11 | 0  | 4.6  | 0.4  | 0.9  | .400 | 0.0 | 0.0 |       | 0.4 | 0.9  | .600  | 0.7 | 0.9 | 1.6  | 0.1 | 0.2 | 0.2 | 0.3 | 0.5 | 1.3  |
| 15 | Walter Berry    | 22   | 7  | 0  | 2.7  | 0.9  | 1.1  | .750 | 0.0 | 0.0 |       | 0.9 | 1.1  | 1.000 | 0.6 | 0.4 | 1.0  | 0.1 | 0.3 | 0.0 | 0.0 | 1.1 | 1.9  |
| 16 | Chris Engler    | 27   | 7  | 0  | 2.4  | 0.6  | 1.1  | .500 | 0.0 | 0.0 |       | 0.6 | 1.1  | 1.000 | 0.9 | 0.3 | 1.1  | 0.1 | 0.1 | 0.1 | 0.3 | 0.0 | 1.6  |
| 17 | Ron Rowan       | 24   | 7  | 0  | 2.3  | 0.6  | 1.3  | .444 | 0.1 | 0.1 | 1.000 | 0.4 | 1.1  | .750  | 0.1 | 0.0 | 0.1  | 0.1 | 0.6 | 0.0 | 0.4 | 0.1 | 1.7  |

## Galardones y récords
| Jugador/Entrenador | Galardón                     |
| Mike Schuler       | Entrenador del Año de la NBA |